# Santi Faro i Basco

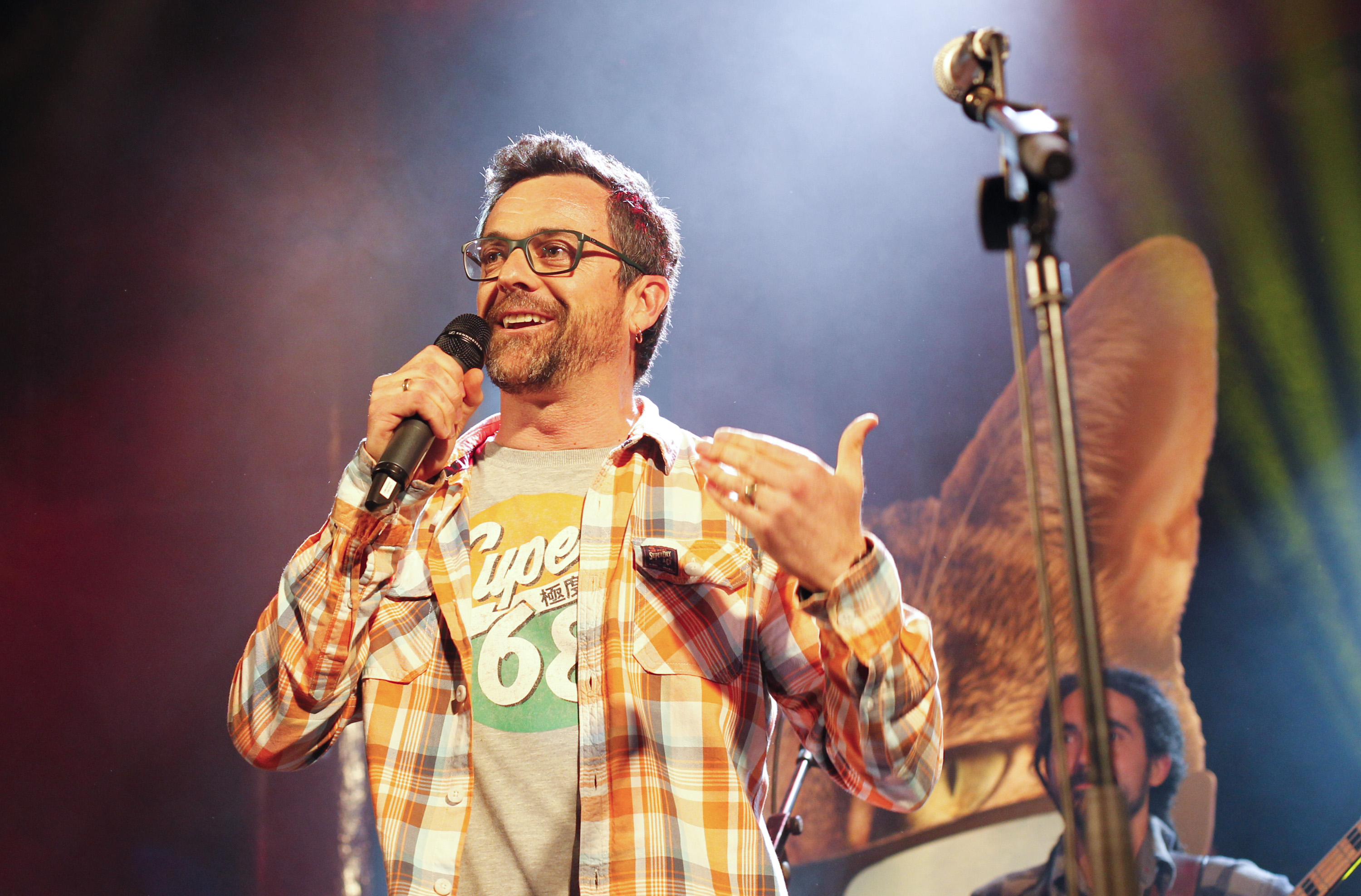
Santi Faro i Basco. Director de continguts de Catalunya Ràdio

Santi Faro i Basco   (Manlleu, 1971) és un periodista català, actual director de continguts de Catalunya Ràdio.

## Biografia
Es va incorporar el 1992 a TV3 com a presentador de l'icònic programa musical 'Sputnik'. Ha estat director de programes d'entreteniment i esportius, redactor i edició. Cap de secció de motor del Departament d'Esports de Televisió de Catalunya (TV3).
Ha assumit la direcció i presentació a TV3 de les transmissions de Fórmula 1, 6 cobertures com a periodista i presentador de la competició Dakar. Entre 2012 i 2013 va ser director de comunicació i màrqueting de l'empresa GAS GAS dedicada a la fabricació de motos off-road. Posteriorment fou cap d'edició del programa Info K.
Des del març de 2016 és director de programes i continguts de Catalunya Ràdio, en substitució de Jordi Català, a proposta de Saül Gordillo. Ha dirigit el podcast en so binaural 'La torre de vidre', amb guió d'Albert Sánchez Piñol. Com a director de continguts ha encapçalat des del 2016 la renovació de la graella de Catalunya Ràdio, així com l'aposta pels podcasts i els formats més innovadors de la ràdio pública catalana.

## Premis i reconeixements
- Guanyador del premi Ondas com a director per la cobertura de TV3 del campionat de Fórmula 1.[1]
- Guanyador del Premi a l'Excel·lència de Ràdio Associació de Catalunya pel podcast La Torre de Vidre.